# Joachim Wanke
Joachim Wanke, né le 4 mai 1941 à Breslau, est un prélat catholique allemand, premier évêque d'Erfurt de 1994 à 2012.

## Formation
Joachim Wanke naît le 4 mai 1941 dans une famille de fonctionnaires à Breslau, alors en Allemagne. Mais, après avoir été expulsée de Silésie, sa famille s'installe, en 1944, à Ilmenau, en Thuringe. En 1960, il commence ses études au séminaire d'Erfurt, puis est ordonné prêtre le 26 juin 1966 par Hugo Aufderbeck (de).
En tant que prêtre nouvellement ordonné, il devient aumônier à Dingelstädt, mais revient au séminaire en 1969, pour des études doctorales et post-doctorales. Il travaille ensuite comme assistant et préfet de ce même séminaire. En 1980, il y est nommé professeur en exégèse.

## Épiscopat
Le 2 octobre 1980, le pape Jean-Paul II le nomme administrateur apostolique coadjuteur de l'administration apostolique d'Erfurt-Meiningen et évêque titulaire de Castellum-en-Maurétanie (de). Il est consacré évêque le 26 novembre 1980 par Joachim Meisner. Il succède à Hugo Aufderbeck comme administrateur apostolique à la mort de ce dernier le 17 janvier 1981.
Le 27 juin 1994, le diocèse d'Erfurt est fondé par le pape Jean-Paul II dont Joachim Wanke devient le premier évêque.
De 1995 à 2001, il est président du « Conseil des Églises chrétiennes en Allemagne ». Au sein de la Conférence épiscopale allemande, il est membre de la « commission pastorale », dont il est président de 1998 à 2010, ainsi que de la « commission pour les questions de foi et d'œcuménisme ».  Il est également vice-président, à partir de 2005, puis président, à partir de 2008, de la « commission pour les Saintes Écritures ».
Le 1er octobre 2012, le pape Benoît XVI accepte sa démission, prise en raison de son âge.